# Przekleństwo (Biblia)
Przekleństwo (Biblia) – polskie słowo „przekleństwo” jest ogólnym określeniem dla grupy słów hebrajskich oraz greckich o wspólnym znaczeniu zapowiadania zła. Dokładne zbadanie znaczenia owych słów pozwoli na ujawnienie subtelnych różnic, których nie uwzględnia polski odpowiednik.

## Stary Testament
W czasach Starego Testamentu przekleństwo wypowiadano wtedy, gdy ktoś przekroczył ustalone normy postępowania albo gdy nie dopełnił warunków zawartego przymierza potwierdzonego przysięgą. Rzucano przekleństwo wtedy, gdy nie było możliwości osobistego wykonania kary. Często stosowano formułę „Niech PAN przeklnie człowieka”, w ten sposób angażując Boga, który w zastępstwie będzie dochodzić sprawiedliwości (Księga Jozuego 6:26 według tłumaczenia Edycja św. Pawła; 1 Księga Samuela 26:19 oraz inne miejsca, w których domyślnie kierują uwagę na Boga). Czasami przekleństwo wypowiadano w formie modlitwy o boską interwencję, która przyniesie skutki zbliżone do tych wymienionych w zawartej umowie (zob. Jeremiasza 18:21-23).
Aby wypowiadane przekleństwo miało moc sprawczą musiało być zaakceptowane przez Boga i mieć wyraźny powód. Niezasłużone przekleństwo nie ziści się na ofierze (Księga Przysłów 26:2) i może wrócić do tego, które je rzucił (Psalm 109:17-20).
W Starym Testamencie najczęściej występują trzy słowa odpowiadające polskiemu słowu „przekleństwo”. Rdzeń alah jest zasadniczo terminem prawniczym i występuje głównie jako klauzula zawieranych umów lub przymierz. Formuła przekleństwa stanowi wtedy zabezpieczenie realizacji warunków umowy. W literaturze przedmiotu nosi nazwę „warunkowe przekleństwo”. Rdzeń arar najczęściej występuje w formułach przekleństw wypowiadanych przez osobę stojącą wyżej w hierarchii religijnej i społecznej. Podkreśla rolę przekleństwa jako czynnika odstraszającego przed popełnieniem jakiegoś czynu, np. przed złożeniem niepełnowartościowej ofiary dla Boga (Księga Malachiasza 1:14). Opisuje przekleństwo od strony jego działania, którego efektem wykluczenie ze społeczności przez nałożenie oficjalnej klątwy. Rdzeń kalal oznacza znieważanie kogoś przez jego poniżenie lub wyrządzenie mu szkody materialnej. Adresatem takiego przekleństwa był Bóg, król lub rodzice.

## Nowy Testament
W Nowym Testamencie, podobnie jak w Starym Testamencie, „przekleństwo” jest formą wypowiedzi, której celem jest wyrządzenie szkody poprzez czynniki nadprzyrodzone. W Nowym Testamencie termin „przekleństwo” jest ekwiwalentem słów: rzeczownika ara, rzeczownika anathema, rzeczownika katára, przymiotnika epikatáratos, czasownika kataráomai, rzeczownika katáthema i czasownika katathematízo.